# Walter Martínez
Walter Martínez, né le 6 avril 1941 est un journaliste international et correspondant de guerre d'origine uruguayenne et naturalisé vénézuélien. 
Chroniqueur de radio et éditorialiste de presse écrite, il met au point et présente également l'émission "Dossier", dans laquelle il analyse finement et en détail l'actualité internationale, sur Venezolana de Televisión, la chaîne publique vénézuélienne, et sur Tele Sur, chaîne de télévision généraliste pan-latino-américaine diffusée par satellite. Il fut aussi correspondant de presse aux Nations unies 25 années durant.